# Flughafen Corvo

i7
i11
i13
Der Flughafen Corvo (Portugiesisch: Aérodromo do Corvo, IATA-Code: CVU, ICAO-Code: LPCR) ist ein Flugplatz auf Corvo, der kleinsten portugiesischen Azoreninsel. Die einzige Fluggesellschaft mit Liniendiensten ist SATA Air Açores, die nach Ponta Delgada und nach Flores
fliegt.